# 筑波観光鉄道
筑波観光鉄道株式会社（つくばかんこうてつどう、英: Tsukuba Scenic Railway Co., Ltd.）は、茨城県つくば市でケーブルカー・ロープウェイを運行する京成グループの鉄道会社である。京成電鉄茨城ホールディングスの連結子会社、京成カード加盟店。

## 概要
筑波山ケーブルカー・筑波山京成ホテルを運営してきた筑波鋼索鉄道株式会社が、1999年10月に筑波山ロープウェー株式会社を吸収合併して現社名に変更した。
ケーブルカー、ロープウェイ、ホテル、売店など筑波山で多くの観光施設を運営しており、水郷筑波国定公園における京成グループの観光事業の旗艦的存在である。筑波山へのアクセスルートとなる鉄道・路線バスの事業者（首都圏新都市鉄道・関東鉄道）にも京成電鉄の資本が直接・間接的に入っており、筑波山観光は京成グループがほぼ一手に引き受けている状況にある。
なお、1988年のつくば市発足から、2005年の首都圏新都市鉄道つくばエクスプレス線開業までの間、つくば市内に駅や路線を有する鉄道事業者は筑波観光鉄道（および前身の鋼索鉄道・ロープウェーの2社）のみであった。

## 歴史
- 1923年（大正12年）4月4日：筑波山鋼索鉄道株式会社として設立
- 1925年（大正14年）10月12日：ケーブルカー営業開始[4]
- 1944年（昭和19年）2月11日：戦時協力のため、不要不急線としてケーブルカー廃止[4]
- 1954年（昭和29年）11月3日：ケーブルカー営業再開[4]
- 1965年（昭和40年）8月11日：筑波山ロープウェー株式会社により、ロープウェイ営業開始[4]
- 1981年（昭和56年）3月31日：株式会社筑波山京成ホテルの営業譲受、翌日より営業委託
- 1999年（平成11年）10月1日：筑波山ロープウェー株式会社を吸収合併、筑波観光鉄道株式会社に社名変更[4]
- 2025年（令和7年）4月1日：京成グループの茨城県下における事業再編により、京成電鉄茨城ホールディングス傘下に移行[5]

## 運営路線
- 筑波山鋼索鉄道線（筑波山ケーブルカー）
- 筑波山ロープウェイ